# 김승옥
김승옥(金承鈺, 1941년 12월 23일 ~ )은 대한민국의 소설가이다.

## 생애
일본 오사카부에서 출생하였고 1945년에 미 군정 조선으로 귀국하여 지난날 한때 경상북도 포항에서 잠시 유아기를 보낸 적이 있는 그는 1년 후 1946년, 전라남도 순천에 정착하였다.
순천고등학교를 졸업하고, 1960년 서울대학교 문리과대학 불어불문학과에 입학하였으며 재학 중이던 1962년에 단편 〈생명연습〉이 한국일보 신춘문예에 당선되어 등단했으며 같은 해(1962년) 영화 《이차돈》으로 영화감독 데뷔했고 5년 후 1967년 영화 《안개》로 영화 시나리오 각본가 데뷔하였다. 그 후 강호무, 김성일, 김창웅, 김치수, 김현, 염무웅, 서정인, 최하림 등과 동인지 《산문시대》를 발간하며 여기에 〈건(乾)〉, 〈환상수첩(幻想手帖)〉 등을 발표했다. 대학 시절에 1년간 휴학을 한 것을 관계로 1965년에 대학을 졸업하였다. 그 시기를 전후로 대표작인 〈무진기행〉과 〈서울 1964년 겨울〉을 발표하였으며, 〈서울 1964년 겨울〉로 제10회 동인문학상을 수상했다.
'60년대의 작가'로 불리는 김승옥은 1960년대를 대표하는 작가 중 한 명이다. 한국어 구사에 어려움을 겪었던 전후세대 문학가들과는 달리 한글로 교육을 받은 한글 세대 작가 중 한 명으로서, 감각적인 문체로 60년대의 도시화와 그에 따른 인간소외 문제 등을 작품에 담았다.
1976년에 발표한 〈서울의 달빛 0章〉으로 이듬해 제1회 이상문학상을 수상했다. 1980년에 동아일보에 〈먼지의 방〉 연재를 시작했으나, 광주 민주화 운동과 그에 대한 군부대의 진압 사실을 알고 연재 15회 만에 자진 중단하고 절필했다. 그 후 1981년 4월 종교적 계시를 체험한 후 신앙 생활을 시작했다.
1999년에 세종대학교 국어국문학과 교수로 부임했으나 2003년 1월 중풍으로 쓰러지면서 교수직을 사임했다.
《김승옥 소설전집(전5권)》이 1995년 문학동네에서 출간되었다.

## 학력
- 순천북초등학교 졸업
- 순천중학교 졸업
- 순천고등학교 졸업
- 1965년 서울대학교 문리과대학 불어불문학과 학사

## 주요 이력
- 통일민주당 당무위원(1987년)
- 세종대학교 교수(1999년~2003년)

## 작품
- 서점풍경 (1958년)
- 생명연습, 건, 환상수첩 (1962년)
- 누이를 이해하기 위하여, 확인해본 열다섯 개의 고정관념 (1963년)
- 역사, 무진기행, 차나 한잔, 싸게 사들이기 (1964년)
- 서울 1964년 겨울, 들놀이 (1965년)
- 다산성, 염소는 힘이 세다, 빛의 무덤 속 (1966년)
- 내가 훔친 여름 (1967년)
- 육십년대식, 재룡이, (영화)감자(감독)(1968년)
- 야행, 보통 여자 (1969년)
- 서울의 달빛 0장, 강변부인 (1977년)
- 우리들의 낮은 울타리 (1979)
- 먼지의 방 (1980)

## 참고 사항
- MBC 드라마 서울의 달의 원래 제목은 <서울의 달빛>이었으나 김승옥이 항의하여 방송 직전에 급히 제목을 한자 줄인 바 있었다[1].